# Bennett (série littéraire)
Pour les articles homonymes, voir Bennett.
Bennett (titre original : Jennings) est une série de vingt-quatre romans pour la jeunesse créée par l'écrivain anglais Anthony Buckeridge et publiée de 1950 à 1994. Elle relate les aventures du collégien pensionnaire éponyme.  
En France, vingt-deux titres ont paru à partir de 1963 aux éditions Hachette, tout d'abord  dans les collections « Idéal-Bibliothèque » et « Bibliothèque verte » puis dans la collection « Bibliothèque rose » à partir de 1990. Quelques titres ont été réédités à partir de 2002 dans la collection « Le Livre de poche Jeunesse ».

## L'auteur
Anthony Buckeridge (1912–2004) a lui-même été pensionnaire dans un collège puis enseignant. Il a fait connaître Bennett et son ami Mortimer dans quelques pièces radiophoniques diffusées sur la BBC en 1948 puis adaptées en romans à partir de 1950. La série des romans Bennett a connu un grand succès en Angleterre mais également à l'étranger, notamment en Norvège où ils ont été adaptés en films. En 2003, Anthony Buckeridge a été récompensé par l'Ordre de l'Empire britannique. 

## L'histoire
Dans un pensionnat anglais, Bennett est l'élève le plus turbulent et le plus inventif. Ses idées provoquent des tas de catastrophes dans lesquelles il entraîne son ami Mortimer et leurs camarades du dortoir 4. Les professeurs Carter et Wilkinson, l'infirmière Mme Smith et le directeur M. Pemberton-Oakes vont avoir bien du mal à conduire ce petit monde au bout de l'année scolaire. 
À noter que, d'un tome à l'autre, il semblerait que ce soit, à chaque fois, la même année scolaire qui recommence, les héros ayant toujours le même âge (onze ans) et appartenant toujours à la même classe.

## Adaptations françaises
Les romans en français ne sont pas des traductions intégrales mais des adaptations par l’écrivain Olivier Séchan. Ainsi, quelques aspects de « l'éducation anglaise » tels que les châtiments corporels, la prière à la chapelle ou le détail des matches de cricket, n'apparaissent pas dans la version en langue française. 
Les premiers volumes ont été condensés pour tenir dans le format imposé par la Bibliothèque verte. Les fins sont donc souvent tronquées de manière que l'histoire se termine sur une pointe comique.
Les noms des personnages ont eux aussi été remplacés par d'autres, moins inhabituels pour les lecteurs français : Jennings et Darbishire sont devenus Bennett et Mortimer. Leurs expressions favorites et imagées ont été traduites en français par le parler jeune des années 1960-70, et les fulminations du Professeur Wilkinson, dignes du Capitaine Haddock, ont été remplacées par de proches équivalents.
La pratique de l'adaptation était courante avant les années 1990 ou 2000 ; elle est parfois plus poussée dans certains pays : ainsi, en Norvège, nos collégiens anglais devenaient norvégiens; la campagne anglaise, un paysage nordique. 

## Titres édités en France
Liste exhaustive par ordre chronologique français (la 1re date est celle de la 1re édition française). 

### CollectionBibliothèque verte
- 1968 : Bennett au collège (Jennings goes to school, 1950) A d'abord paru en 1963 dans la collection Idéal-Bibliothèque, no 243, traduction d'Olivier Séchan, illustrations de Jean Reschofsky. Rééditions : 1968, coll. Bibliothèque verte no 360, trad. Olivier Séchan, ill. Jean Reschofsky ; 1989, coll. Bibliothèque rose no 1130, trad. O. Séchan, ill. Peters Day,  (ISBN 2-01-015000-7) ; 1996, Bib. rose no 1130, ill. Michel Backès,  (ISBN 2012095631)[2]. ; 2009, Le livre de poche jeunesse, coll. Contemporain : collège no 1419,  (ISBN 978-2-01-322821-3).

- 1970 : Bennett et Mortimer (Jennings and Darbishire, 1952) A d'abord paru en 1963 dans la coll. Idéal-Bibliothèque, no 243, traduit par Vladimir Volkoff, illustré par Jean Reschofsky. Rééditions : 1970, coll. Bib. verte no 417, trad. V. Volkoff, ill. J. Reschofsky ; 1991, coll. Bib. rose no 1138, trad. V., ill. Michel Backès,  (ISBN 2-01-016031-2) ; 1998 : coll. Bib. rose, trad. O. Séchan, ill. M. Backès,  (ISBN 2-01-209873-8).

- 1972 : Bennett et sa cabane (Jennings' little hut, 1951) A d'abord paru en 1964 dans la coll. Idéal-Bibliothèque, no 256, traduit par Olivier Séchan, illustré par Jean Reschofsky. Rééditions : 1972, coll. Bib. verte, trad. O. Séchan, illustré par Françoise Pichard ; 1979, Le Livre de poche Jeunesse no 7, trad. O. Séchan, ill. Marie Mallard ; 2002, Le Livre de poche,  (ISBN 2-01-322015-4).

- 1974 : L'Agence Bennett et Cie (Jennings follows a clue, 1951) A d'abord paru en 1964 dans la coll. Idéal-Bibliothèque, no 275, traduit par Olivier Séchan, illustré par Jean Reschofsky. Rééditions : 1974, coll. Bib. verte, trad. O. Séchan, ill. Daniel Billon ; 1990, coll. Bib. rose no 1134, trad. O. Séchan, ill. Peters Day,  (ISBN 2-01-016028-2) ; 1997 : coll. Bib. rose no 1134, trad. O. Séchan, ill. Michel Backès,  (ISBN 2-01-209567-4).

- 1975 : Bennett et la Roue folle (Jennings' diary, 1953) A d'abord paru en 1964 dans la coll. Idéal-Bibliothèque, no 263, traduit par Olivier Séchan, illustré par Jean Reschofsky. Rééditions : 1975, coll. Bib. verte, trad. O. Séchan, ill. Daniel Billon ; 1989, coll. Bib. rose no 1131, trad. O. Séchan, ill. Peters Day,  (ISBN 2-01-015001-5) ; 1996, Bib. rose, trad. O. Séchan, ill. Michel Backès,  (ISBN 2-01-209564-X).

- 1968 : Un ban pour Bennett (Thanks to Jennings, 1957) A d'abord paru en 1963 dans la coll. Idéal-Bibliothèque, no n°247, traduit par Vladimir Volkoff, illustré par Jean Reschofsky. Réédition : 1968, Bib. verte, trad. V. Volkoff, ill. J. Reschofsky.

- 1969 : Bennett prend le train (Just like Jennings, 1961) Hachette, coll. Bibliothèque verte, no 391, traduit par Olivier Séchan, illustré par Jean Reschofsky. Rééditions : 1990 : Bib. rose no 1133, trad. O. Séchan, ill. Peters Day,  (ISBN 2-01-015370-7) ; 1997 : Bib. rose no 1133, trad. O. Séchan, ill. Michel Backès,  (ISBN 2-01-209566-6).

- 1971 : Bennett et son piano (Jennings as usual, 1959) Hachette, coll. Bibliothèque verte, no 458, traduit par Olivier Séchan, illustré par Jean Reschofsky. Rééditions : 1991, Bib. rose no 1139, trad. O. Séchan, ill. Michel Backès,  (ISBN 2-01-018324-X) ; 1998 : Bib. rose, no 1139, trad. O. Séchan, ill. M. Backès,  (ISBN 2-01-209872-X).

- 1972 : Bennett et ses grenouilles (Take Jennings, for instance, 1958) Hachette, coll. Bibliothèque verte, no 485, traduit par Olivier Séchan, illustré par Jean Reschofsky. Rééditions : 1983, coll. Le Livre de poche Jeunesse, no 94, trad. O. Séchan, ill. Annie-Claude Martin,  (ISBN 2-253-03113-5).

- 1973 : Bennett champion (Jennings in particular, 1968) Hachette, coll. Bibliothèque verte no 537, traduit par Olivier Séchan, illustré par Daniel Billon. Rééditions : 1991, Bib. rose no 1137, trad. O. Séchan, ill. Michel Backès,  (ISBN 2-01-017068-7) ; 1998, Bib. rose no 1137, trad. O. Séchan, ill. M. Backès,  (ISBN 2-01-209874-6).

- 1974 : Bennett se met en boule (The Jennings report, 1970) Hachette, coll. Bibliothèque verte, traduit par Olivier Séchan, illustré par Daniel Billon. Rééditions : 1990, Bib. rose no 1135, trad. O. Séchan, ill. Peters Day,  (ISBN 2-01-016029-0)[3]; 1997 : Bib. rose no 1135, trad. O. Séchan, ill. Michel Backès,  (ISBN 2-01-209568-2).

- 1975 : Bennett dans le bain (The Trouble with Jennings, 1960) Hachette, coll. Bibliothèque verte, traduit par Olivier Séchan, illustré par Daniel Billon.

- 1976 : Bennett et le Général (According to Jennings, 1954) A d'abord paru en 1965 dans la coll. Idéal-Bibliothèque, no 290, traduit par Vladimir Volkoff, illustré par Jean Reschofsky. Rééditions : 1976, Bib. verte, trad. V. Volkoff, ill. Daniel Billon ; 1989, Bib. rose no 1132, trad. V. Volkoff, ill. Peters Day,  (ISBN 2-01-015002-3) ; 1996 : Bib. rose, trad. V. Volkoff ; ill. Michel Backès,  (ISBN 2-01-209565-8).

- 1976 : Bennett et la Cartomancienne (Leave it to Jennings, 1963) Hachette, coll. Bibliothèque verte, traduit par Olivier Séchan, illustré par Daniel Billon.

- 1977 : Bennett entre en scène (Our friend Jennings, 1955) A d'abord paru en 1967 dans la coll. Idéal-Bibliothèque, no 324, traduit par Olivier Séchan, illustré par Jean Reschofsky. Réédition : 1977, Bib. verte, trad. O. Séchan, ill. Daniel Billon.

- 1977 : Bennett fait son numéro (Jennings, of course, 1964) Hachette, coll. Bibliothèque verte, traduit par Olivier Séchan, illustré par Daniel Billon.

- 1978 : Bennett fonde un club (Especially jennings !, 1965) Hachette, coll. Bibliothèque verte, traduit par Olivier Séchan, illustré par Daniel Billon. Rééditions : 1997, Bib. rose no 1136, trad. O. Séchan, ill. Michel Backès,  (ISBN 2-01-209569-0).

- 1978 : Bennett et le Pigeon voyageur (Jennings abounding, 1967) Hachette, coll. Bibliothèque verte, traduit par Olivier Séchan, illustré par Daniel Billon.

- 1979 : Bennett dans la caverne ( Typically Jennings !, 1971) Hachette, coll. Bibliothèque verte, traduit par Olivier Séchan, illustré par Daniel Billon.

- 1980 : Bennett n'en rate pas une ( Speaking of Jennings !, 1973) Hachette, coll. Bibliothèque verte, traduit par Olivier Séchan, illustré par Daniel Billon.

- 1981 : Faites confiance à Bennett ( Trust Jennings !, 1969) Hachette, coll. Bibliothèque verte, traduit par Olivier Séchan, illustré par Daniel Billon.

- 1982 : Bennett en vacances (Jennings at large, 1977) Hachette, coll. Bibliothèque verte, traduit par Olivier Séchan, illustré par Daniel Billon,  (ISBN 2-01-008018-1).

### CollectionIdéal-Bibliothèque
Huit titres ont paru dans cette collection de luxe aux nombreuses illustrations et au format plus large :  
- 1963 : Bennett au collège (Jennings goes to school) - Traduit par Olivier Séchan, illustré par Jean Reschofsky, no 243.
- 1963 : Bennett et Mortimer (Jennings and Darbishire) - Traduit par Vladimir Volkoff, illustré par Jean Reschofsky.
- 1963 : Un ban pour Bennett (Thanks to Jennings) - Traduit par Vladimir Volkoff, illustré par Jean Reschofsky, no 247.
- 1964 : Bennett et la roue folle (Jennings' diary) - Traduit par Olivier Séchan, illustré par Jean Reschofsky, no 263.
- 1964 : Bennett et sa cabane (Jennings' little hut) - Traduit par Olivier Séchan, illustré par Jean Reschofsky, no 256.
- 1964 : L'Agence Bennett et Cie (Jennings follows a clue) - Traduit par Olivier Séchan, illustré par Jean Reschofsky, no 275.
- 1965 : Bennett et le Général (According to Jennings) - Traduit par Vladimir Volkoff, illustré par Jean Reschofsky, no 290.
- 1967 : Bennett entre en scène (Our friend Jennings) - Traduit par d'Olivier Séchan, illustré par Jean Reschofsky, no 324.

### Inédits
Deux titres plus tardifs, publiés une vingtaine d'années après les classiques, n'ont pas été officiellement traduits en français :
- 1991 : Jennings Again ! (littéralement : Encore Bennett !) : une traduction officieuse réalisée par des admirateurs de la série a été publiée sur le site des livres d'enfants : https://livres-d-enfants.1fr1.net/t5472-bennett-les-inedits
- 1994 : That's Jennings (littéralement : Ça, c'est Bennett) : une traduction officieuse sous le titre "Bien joué, Bennett !" est en cours de préparation et devrait être prochainement postée sur le même site.

## Illustrations
Daniel Billon a illustré les titres édités dans la collection Bibliothèque verte tandis que Jean Reschofsky a été l'illustrateur des titres parus dans la collection Idéal-Bibliothèque.
Les illustrations françaises, en particulier celles de Daniel Billon, représentent souvent les héros en jeunes adolescents, alors que les dessins originaux de Douglas Mays prêtaient à Bennett, Mortimer et à leurs camarades des traits plus enfantins.
Les éditions modernes (Bibliothèque rose et Livre de Poche) ont été ré-illustrées dans un style différent par (entre autres) Peters Day, Michel Backès, François Place, Victor de La Fuente, Françoise Pichard et Marie Mallard.